# مسجد مصطفى كازدال

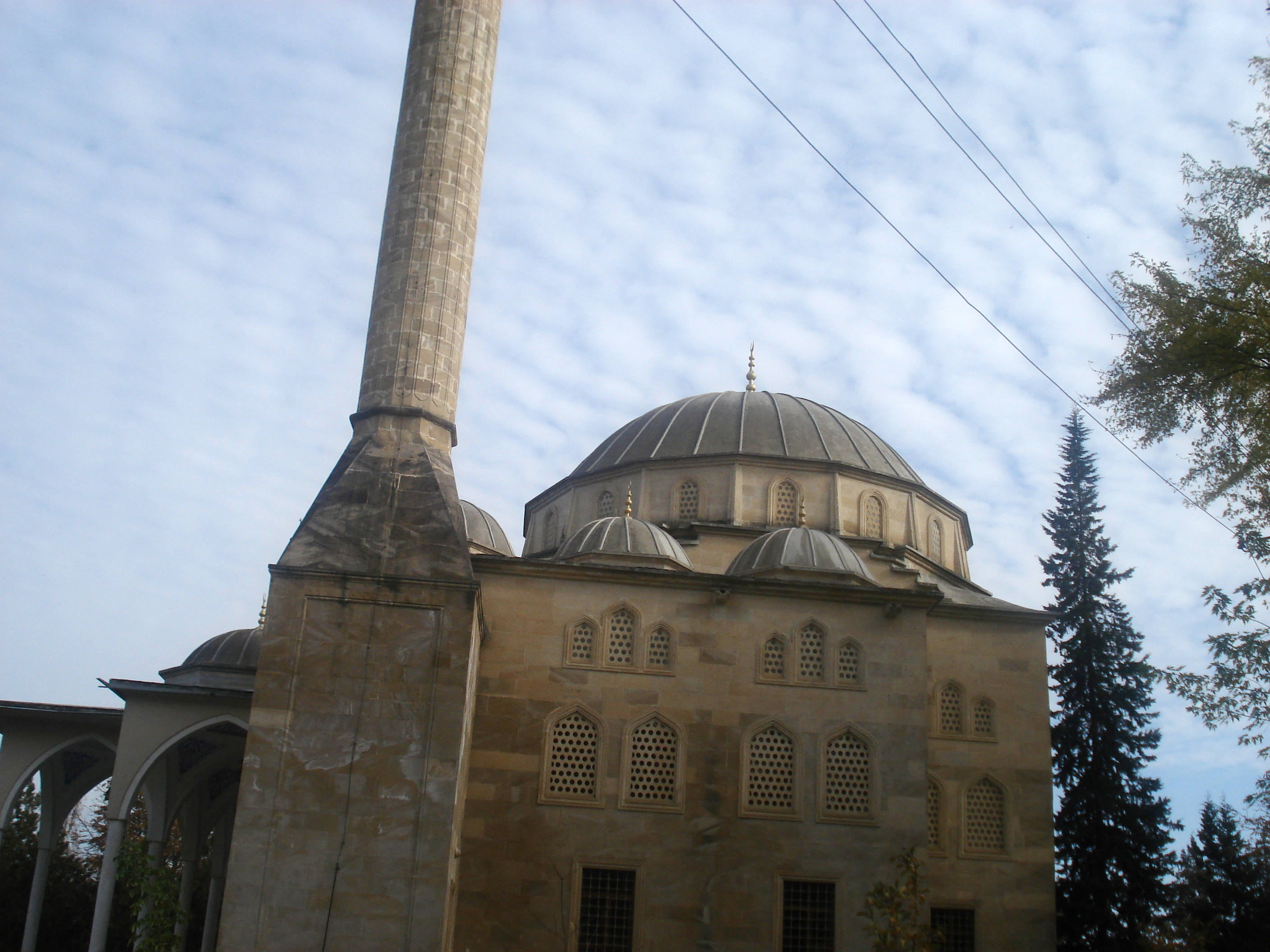
مسجد كوساري

مسجد مصطفى كازدال(بالأذرية: Mustafa Kazdal məscidi، بالإنجليزية: Mustafa Qazdal Mosque، بالفارسية: مسجد مصطفی کازدال، بالفرنسية: Mosquée Mustafa Gazdal): هو مسجد للمسلمين السنة في قوسار، أذربيجان. تم إنشاؤه في 1998 من قبل رئاسة الشؤون الدينية التركية.